# Michael Wendler
Michael Skowronek Norberg dite Michael Wendler, né le  22 juin 1972 à Dinslaken, est un chanteur et auteur-compositeur allemand, d'origine polonaise.

## Biographie

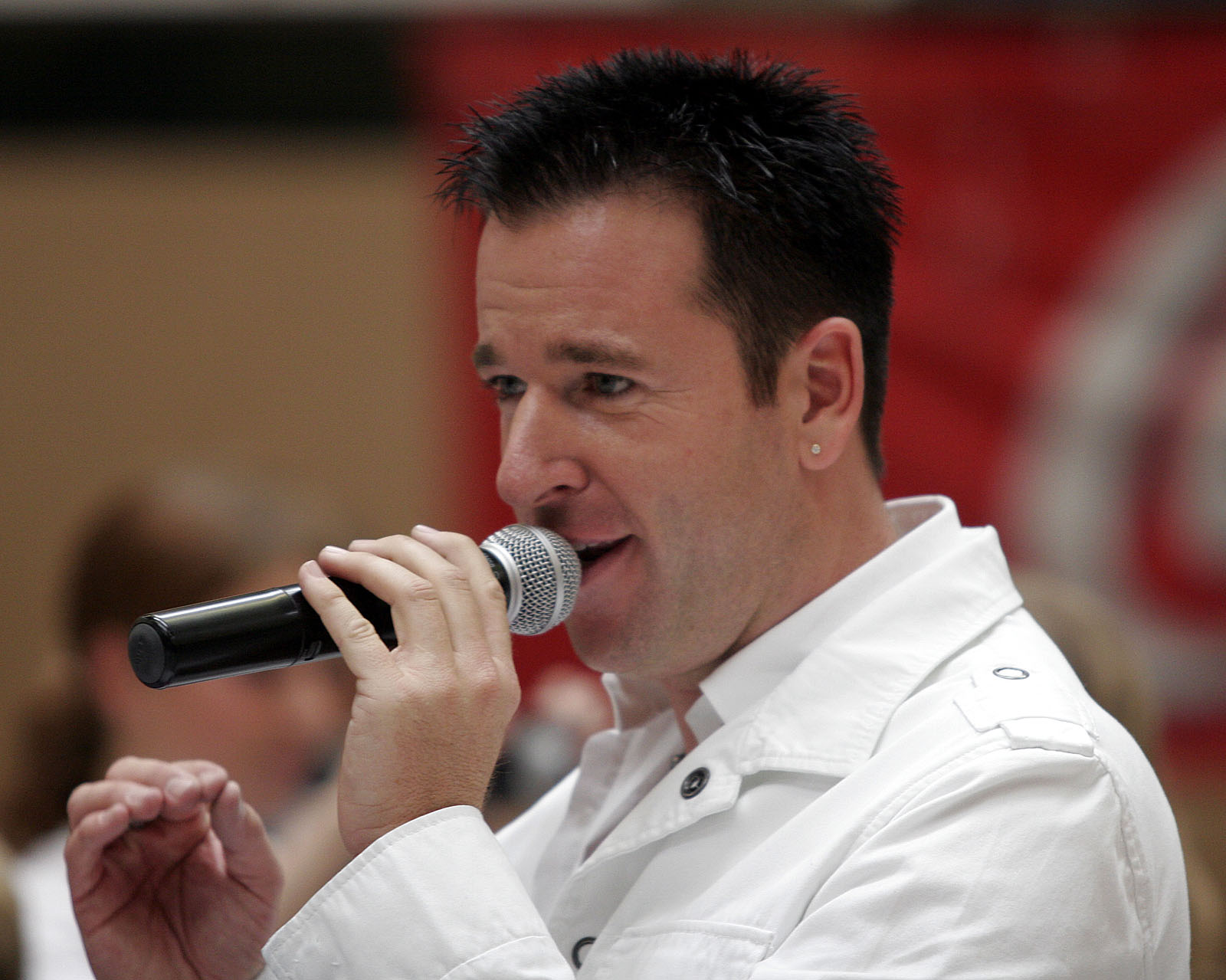
Michael Wendler à la Sparkassen-Cup, à Ehingen, en 2007.

Michael Wendler a grandi avec sa sœur, qui avait trois ans de plus que lui, à Dinslaken. Le transitaire formé (traduction incompréhensible ! peut-être "après une formation de transitaire" ) a rejoint la compagnie de fret de son père à l'âge de 21 ans et a dû faire face à trois millions d'euros de dettes. Il a essayé d'équilibrer la dette avec les revenus de deux sex-shops et des apparitions dans des discothèques et des tentes à bière, mais a dû déposer son bilan en 2002 . En 1998, le chanteur et animateur de radio Jürgen Renfordt ( WDR 4 ) l'a aidé à réaliser son premier contrat d'enregistrement. En 1999, il fonde la maison de disques CNI Records avec sa future épouse Claudia Norberg alors que la procédure de faillite est toujours en cours . Les titres à succès de Wendler comprennent: Elle adore le DJ , Nina et I Don't Know . Wendler écrit lui-même ses chansons et textes sous le pseudonyme de Mic Skowy , la composition est réalisée en collaboration avec le producteur Hermann Niesig.

### Autres activités
En 2021, il faisait partie des membres du jury de l'émission musicale Deutschland sucht den SuperStar aux côtés du musicien allemand Dieter Bohlen, du chanteur allemand Mike Singer et de la chanteuse irlando-américaine Maite Kelly,.

## Controverse

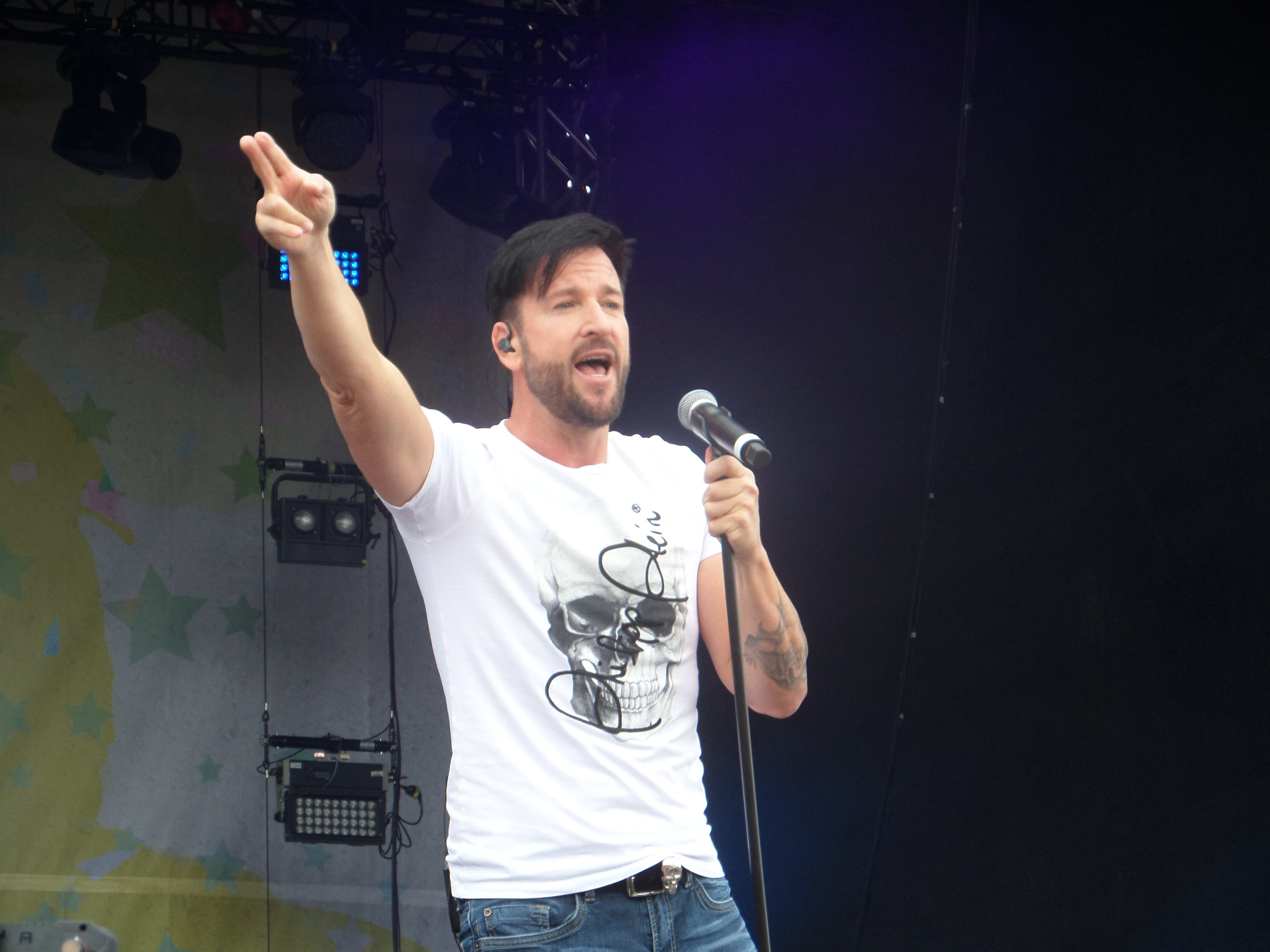
Michael Wendler en concert à Brême, en 2019.

En 2020, Michael Wendler a été au centre d'un débat public autour de ses remarques sur de la pandémie du Covid-19. Il a accusé par le gouvernement allemand de violations graves de la  constitution. Selon lui, toutes les chaines de télévisions allemandes, y compris RTL, celle avec qu'il y travaillait, étaient  gleichgeschaltet et contrôlées politiquement. À la suite des accusations, il sera viré de l'émission musicale Deutschland sucht den SuperStar. Il a exhorté ses abonnés à créer un compte Telegram, affirmant que ce serait la seule opportunité d'échanger des vues sans censure. À la suite de l'introduction de politiques plus restrictives pour réduire la propagation du COVID-19 en janvier 2021, Wendler a comparé l'État allemand à un  camp de concentration.

## Vie privée
Il rencontre Claudia Norberg en 2009, ils deviennent parents d'une fille, Adeline Norberg (née le 26 février 2002), ils divorcent en 2020, après 11 ans de mariage,.
Peu après son divorce, il se marie avec Laura Müller, de 28 ans sa cadette,.

## Autobiographie
- 2010 : Michael Wendler, Die Faust des Schlagers, Munich, riva, 2010 (ISBN 978-3868830651)

## Discographie

### Albums studios
- 2000 : Alles nur aus Liebe
- 2001 : 365 Tage
- 2001 : Alles oder nichts
- 2002 : Außer Kontrolle
- 2003 : Total riskant
- 2004 : Halt Dich fest
- 2005 : Disco
- 2006 : Superstar
- 2006 : Keine Panik
- 2008 : Best of Vol. 1 Balladen-Version
- 2009 : Wendlers Welt
- 2009 : Nur das Beste - Die grossen Erfolge
- 2009 : Nur das Beste
- 2010 : Jackpot
- 2010 : Keiner ist wie ich
- 2011 : Donnerwetter
- 2012 : Spektakulär
- 2017 : Flucht nach vorn
- 2018 : Next Level
- 2018 : Florida Lounge Chill Out, Vol. 1 & 2
- 2019 : Stunde Null
- 2020 : Du und ich (Alles was ich will Edition)

## Animation
- 2021 : Deutschland sucht den SuperStar (18e saison) : juge